# Gradsko dramsko pozorište Gavela
45° 48′ 45″ С; 15° 58′ 11″ И / 45.8123834868646° С; 15.9697383642197° И
Gradsko dramsko pozorište Gavella (GDK Gavella) je gradsko pozorište u Zagrebu osnovano 29. maja 1953. godine. Osnovna delatnost mu je izvođenje dramskih predstava.

## Istorija
Nekoliko mladih glumaca i reditelja većinski iz HNK Zagreb, na čijem je čelu bio Branko Gavella, preuzela je 29. maja 1953 godine zgradu Malog kazališta u Frankopanskoj 10 i osnovala je Zagrebačko dramsko kazalište.
Zbog obnove prostora prva je predstava izvedena na gostovanju u Subotici, a pozorište je otvoreno za publiku 30. novembra 1954. s predstavom Golgota Miroslava Krleže, u režiji Branka Gavelle.
Godine 1970. ime pozorišta je promenjeno u Dramsko kazalište „Gavella”, kojem je kasnije dodano i „gradsko”.

## Gavelline večeri
Prvi put organizovane 1973. godine, Gavelline večeri su se do 1991. održale 19 puta, nakon čega su ugašene, ponajviše zbog rata. Posle četrnaestogodišnje pauze, u oktobru 2005. održane su ponovo uspostavljene jubilarne 20. Gavelline večeri.
Do 2013. godine i 28. izdanja Gavelline večeri bile su nacionalni festival.
Poslednje večeri festivala dodeljuje se Nagrada „Branko Gavela”.

## Ansambl
Ansambl Gavelle početkom 2020. činili su:
- Živko Anočić
- Nikola Baće
- Ivana Bolanča
- Amar Bukvić
- Nenad Cvetko
- Martina Čvek
- Franjo Dijak
- Ankica Dobrić
- Andrej Dojkić
- Natalija Đorđević
- Anja Đurinović Rakočević
- Zoran Gogić
- Ozren Grabarić
- Ivan Grčić
- Bojana Gregorić Vejzović
- Nataša Janjić Medančić
- Hrvoje Klobučar
- Slavica Knežević
- Nela Kocsis
- Igor Kovač
- Anica Kovačević
- Filip Križan
- Dražen Kühn
- Đorđe Kukuljica
- Ana Kvrgić
- Perica Martinović
- Sven Medvešek
- Jelena Miholjević
- Darko Milas
- Tena Nemet Brankov
- Barbara Nola
- Ksenija Pajić
- Mada Peršić
- Marko Petrić
- Ivica Pucar
- Janko Rakoš
- Tara Rosandić
- Ivana Roščić
- Siniša Ružić
- Antonija Stanišić Šperanda
- Darko Stazić
- Boris Svrtan
- Sven Šestak
- Anja Šovagović Despot
- Filip Šovagović
- Enes Vejzović
- Dijana Vidušin
- Ranko Zidarić

## Predstave
Od 1954. do 2020. izvedene predstave bile su:
- Ajde glumac, nešto smiješno (1997)
- Adagio (1987)
- Advokat Pathelin (1959)
- Agata (1978)
- Ah, Nora, Nora (1999)
- Akcija i čistilište (1968)
- Alabama (2010)
- Aleksandar (1961)
- Amadeus (1981)
- Amadeus (2014)
- Amerika (2014)
- Amerika, Amerika (1970)
- Anđeli Babilona (1996)
- Anđeo na mom ramenu (1998)
- Antigona (1956, 1964, 2012, 2013)
- Apolon iz Bellaca (1955)
- Arden od Fevershama (1969)
- Aretej (2006)
- Audijencija (1980)
- Bakhe (2001)
- Balade Petrice Kerempuha (2009)
- Barbelo, o psima i djeci (2009)
- Bijele noći (1955)
- Bobo (1962)
- Bojim se da se sada poznajemo (2015)
- Božićna bajka (1990)
- Brana (2008)
- Breza (1996)
- Buba u uhu (1972)
- Cabaret Črni maček (1994)
- Candide ili optimizam (2013)
- Careva kraljevina (1974)
- Cezar (1975)
- Cigla (2019)
- Closer (1998)
- Crne oči (2012)
- Četvrta sestra (2007)
- Četvrto lice jednine (1981)
- Da li je moguće, drugovi, da smo svi mi volovi (1972)
- Dantonova smrt (1969, 1989)
- Divota prašine (1961)
- Djeca sunca (1985)
- Djevojačka škola (1955)
- Dnevnik Ane Frank (1957)
- Dolina ruža (2010)
- Don Juan (1955)
- Dona Rosita ili govor cvijeća (1960)
- Dragi naši suvremenici (1984)
- Drama bez naslova (1973)
- Dugo putovanje u noć (1981)
- Duh (2010)
- Dumanske tišine (1987)
- Dundo Maroje (1955, 1995, 2011)
- Đimi odlazi (1975)
- E, moj Meier (1984)
- E, moj sokole (2003)
- Eho-60 (1961)
- Emma, pokušaji (1996)
- Escurial (1966)
- Figaro se rastavlja (1987)
- Figarova ženidba (1987)
- Filumena Marturano (2016)
- Fine mrtve djevojke (2013)
- Galeb (1962, 1991)
- Garaže (1994, 1998)
- Gartlic Kajkavski ili reč je materinska od đemanta (1973)
- Glorija (1970, 1995)
- Golgota (1954)
- Gospoda Glembajevi (1984, 2019)
- Gospodar sjena (1992)
- Gospodin Klebs i Rosalie (1976)
- Gospođa Bovary (2016)
- Gospođa ministarka (1964)
- Gospođica Julija (1998)
- Govorite li hrvatski? (1994)
- Gropovi od škatulja (1977)
- Hamlet (1964)
- Hanibal (1961)
- Henry IV (1980)
- Heretik (1969)
- Hinkemann (1965)
- Höderlin (1973)
- Hotel Zagorje (2020)
- Hrvatski bog Mars (1983, 2014)
- Hrvatski slavuj (1990)
- Hvalisavi vojnik (1962)
- I ledar dođe (1963)
- Idiot ili neophodno potrebno očitovanje (1981)
- Ilijada 2001. (2009)
- Imago (1995)
- Ispit iz hrvatske književnosti (1982)
- Ispit savjesti (1976)
- Ispovijed (2001)
- Ivanov (1978, 2006)
- Izložba (1980)
- Izložba ptica (1973)
- Jacques ili pokornost (2003)
- Javno oko (1969)
- Jazavac pred sudom (1966)
- Jele (1978)
- Još jedan posao (2004)
- Jovadin (1956)
- Julija (1965)
- Kad se mi mrtvi probudimo (1983)
- Kako je počeo rat na mom otoku (2018)
- Kako nastaje predstava (2002)
- Kako vam drago (1955)
- Kakvu me hoćeš (1994)
- Kaligula (2008)
- Kao na nebu (2016)
- Kapetan Oliver (1985)
- Kiklop (2019)
- Kir Janja (1956)
- Klaonica (1978)
- Klupko (1971)
- Kolekcija (1964)
- Kolovoz u okrugu Osage (2015)
- Komandant Sajler (1967)
- Komedija od Raskota (1961)
- Komet (2017)
- Koncerti (1975)
- Korupcija u palači pravde (1963)
- Kradljivac knjiga (1994)
- Kralj Edip (1963)
- Kralj Lear (1985)
- Kralj Rikard III (2017)
- Kraljevo (1970)
- Kratki kurs dugog propadanja (1992)
- Kreontova Antigona (1983)
- Kroatenlager (2001)
- Kruh (1976)
- Krvava svadba (1954)
- Kuća i vrt (2002)
- Kuća Narančića (1957)
- Kultura u predgrađu (2000)
- Kvetch (2006)
- Lamentacija Valenta Žganca (1996)
- Latinovicz (2004)
- Leda (1987, 2011)
- Let iznad kukavičjeg gnijezda (1992)
- Let u mjestu (1983)
- Lift za kuhinju (1969)
- Lijepa naša (1990)
- Ljubav četvorice pukovnika (1954)
- Ljubav Don Perlimplina (1955)
- Ljubav u koroti (1957)
- Ljubavnik (1964)
- Ljudi u spilji (1959)
- Ljuljačka u tužnoj vrbi (1957)
- Lom (2007)
- Luđakovi zapisi (1997)
- Lukava udovica (1962)
- Macbeth (1957, 1973)
- Mačka na vrućem limenom krovu (1956, 1996)
- Magarac (1963)
- Majka Courage (1992)
- Majstor i Margarita (2006)
- Malena (2016)
- Malograđani (1963, 2019)
- Mandat (1983)
- Marija se bori s anđelima (1985)
- Maske na paragrafima (1989)
- Maškarate ispod kuplja (1976)
- Mati (1957)
- Matijaš Grabancijaš dijak (1970)
- Matoš i mi (1968)
- Mećava (2007)
- Mesar iz Abbevilla (1959)
- Mi-nous (2001)
- Minigolf (1968, 1969)
- Mizantrop (1960, 1997)
- Mjesec dana na selu (1998)
- Mjesečina za jadnike (1967)
- Mladoženja Barillon (1959, 2002)
- Mrtvački ples (1965)
- My Little Corner of the World (2014)
- Na kraju puta (1954, 1985)
- Na tri kralja ili kako hoćete (1978)
- Narodni poslanik (1967)
- Naš dečko (2008)
- Naša mala stabilizacija (1968)
- Neprijatelj naroda (1967)
- Nevidljivi (2017)
- Nosi nas rijeka (2011)
- O miševima i ljudima (1954)
- Oblomov (1991)
- Očajno smiješno (1989)
- Od jutra do ponoći (1999)
- Odisej (2012)
- Odmor za umorne jahače ili Don Juanov osmijeh (1961)
- Opasne veze (2004)
- Opomena (1975)
- Orfej silazi (2008)
- Osam lakih komada (1995)
- Osmi povjerenik (2013)
- Ospice (1997)
- Osvajač ili Baltasar (1971)
- Othello (2015)
- Otmica (1977)
- Otmjenost jedne usamljenosti (1985)
- Ozračje (1992)
- Paravani (2003)
- Paraziti (2002)
- Partija remija (1980, 1987)
- Pasteli na sivom (1961)
- Patnje gospodina Mockinpotta (1969)
- Peer Gynt (2010)
- Pelikan (1997)
- Pelinvo (1979)
- Pijani (2018)
- Pijesak i pjena (1958)
- Pir pepela (2001)
- Platonov ili Drama bez naslova (2012)
- Plug i zvijezde (1982)
- Polaroidi (2002)
- Poljubac žene pauka (1997)
- Ponovno ujedinjenje dviju Koreja (2017)
- Popcorn (2003)
- Posljednja karika (1994)
- Poštar zvoni samo jedanput (1983)
- Povratak (1977, 1991)
- Požari u očima (1969)
- Priča o Titu (1972)
- Priče iz Bečke šume (1975, 2016)
- Prije doručka (1958)
- Prije sna (2004)
- Prljave ruke (1984)
- Proces (2018)
- Prolazi sve (2012)
- Ptice bez jata (1968)
- Ptičice (2005)
- Push Up 1-3 (2013)
- Pustolov pred vratima (1980)
- Ratni dnevnici (1991)
- Razbojnici (1979)
- Retro (1988)
- Revizor (1986, 2007)
- Ribarske svađe (1996)
- Richard II (1980)
- Richard III (1986, 1997)
- Rock & roll (1998)
- Rodoljupci (1975)
- Romanca o tri ljubavi (2017)
- Sablasna sonata (1977)
- Sablasti (1963)
- Samoubojica (1971)
- San Ivanjske noći (1984, 2007)
- Sarah Bernhardt (2006)
- Savonarola i njegovi prijatelji (1965)
- Scapinove spletke (1956, 1974)
- Sedam godina vjernosti (1955)
- Selo Stepančikovo (1956)
- Shocking (1977)
- Sicilski limuni (1955)
- Sinovi umiru prvi (2005)
- Sjajno prolazno vrijeme (2000)
- Sjećanje na dva ponedjeljka (1958)
- Sjećanje šume (2018)
- Skup (1959, 1974)
- Slikari rudari (2018)
- Slučaj Hamlet (2002)
- Slučajevi običnog ludila (2009)
- Sluškinje (2001)
- Smrt predsjednika kućnog savjeta (1979)
- Soba za četvoricu (1958)
- Sokol ga nije volio (1982)
- Sokratova obrana i smrt (1972)
- Spašeni (1971)
- Srce veće od ruku (2017)
- Sreća i lopovi (1960)
- Stela, poplava (2019)
- Stolice (1958)
- Stupovi društva (2005)
- Sudnji dan (2005)
- Surove kazališne priče ili priče iz naše šume (1978)
- Svećenikova smrt (1976)
- Svečana večera u pogrebnom poduzeću (1982)
- Svijećnjak ili onaj koji drži svijeću (1991)
- Svilene papuče (1960)
- Svjetionik (1956)
- Svoga tela gospodar (1956)
- Svršetak igre (1958, 1993)
- Šest lica traže autora (1965)
- Škola za lude (1966)
- Škrtac (1966)
- Što je vidio sobar (1973)
- Što to ljudi govore iliti buka (2004)
- Švejk u Drugom svjetskom ratu (1986)
- Tajna barunice Castelli (1984)
- Takva ljubav (1958)
- Talisman iliti tko je protiv crvene boje (1990)
- Tango (1966, 2004)
- Tartuffe (1964, 2010)
- Tesla Anonimus (2017)
- Teštamenat (2000)
- Tigar (1969)
- Tirena (1959)
- Tirza ili slast na ustima šumskog demona (2004)
- Tišina! Snimamo (1961)
- Totovi (1970)
- Tramvaj zvan žudnja (1960)
- Trg heroja (2003)
- Tri farse (1967)
- Tri sestre (1984, 2014)
- Tripče de Utolče (1968)
- Turandot (2008)
- Turistički vodič (1993)
- U agoniji (1988)
- U guštari velegrada (1974)
- U ime novca (2013)
- U logoru (1954)
- U pozadini (1976)
- U registraturi (2015)
- U repu (1975)
- U samoći pamučnih polja (2000)
- Ujak Vanja (1976)
- Umišljeni bolesnik (2000, 2015)
- Uski put prema dubokom sjeveru (1972)
- Varalice (1964)
- Vašar snova (1958)
- Važno je zvati se Ernest (1993)
- Večeras improviziramo (1972)
- Velika magija (1992)
- Veliki briljantni valcer (1985)
- Veliki inkvizitor (1972)
- Veliki val (1966)
- Viktor ili dan mladosti (1988)
- Viktor ili djeca na vlasti (1974)
- Vilim osvajač (1961)
- Višnjik (1999)
- Vjera, ufanje, ljubav (1991)
- Vjerovnici (1980)
- Vještice iz Salema (1954)
- Vjetar u granama sasafrasa (1966)
- Vojvotkinja Malfeška (1988)
- Volpone iliti lisac (1997)
- Vrtlarov pas (1960)
- Vuci (1963)
- Vučjak (1977)
- Weismann i crveno lice (2004)
- Woyzeck (2001)
- Za Lukreciju (1956)
- Zagrljaj (1974)
- Zapadno pristanište (1998)
- Zašto plačeš tata (1960)
- Zatvorene sobe (1959)
- Završna trka (1963)
- Zemlja (1981)
- Zid, jezero (1990)
- Zima jednog lava (2000)
- Zimska priča (1956, 1998)
- Zlatno tele (2000)
- Zločin i kazna (1968, 2013)
- Zmaj (1965)
- Zoološka priča (2003)
- Zvjezdana prašina (1997)
- Ženidba (1960, 1996, 2011)
- Živjeti kao svinje (1968)
- Život Galilejev (1969)
- Život je san (1974, 2009)
- Žrtva na grobu (1955)

## Spoljašnje veze
- Zvanična internet stranica